# アップルゲート湖
アップルゲート湖 (Applegate Lake) はアメリカ合衆国のオレゴン州ジャクソン郡にある湖。アップルゲート川がローグ川との合流地点から約46マイル（74 km）の場所でせき止められて作られた人造湖である。 カリフォルニア州との境界付近、メドフォードから南西に約27マイル（43 km）で、ローグ川・シスキュー国立森林公園 (Rogue River–Siskiyou National Forest) 内に位置する。面積988エーカー（4.00 km2）。貯水量は最大82,200エーカー・フィート（101,400,000 m3）である。

## アップルゲートダム

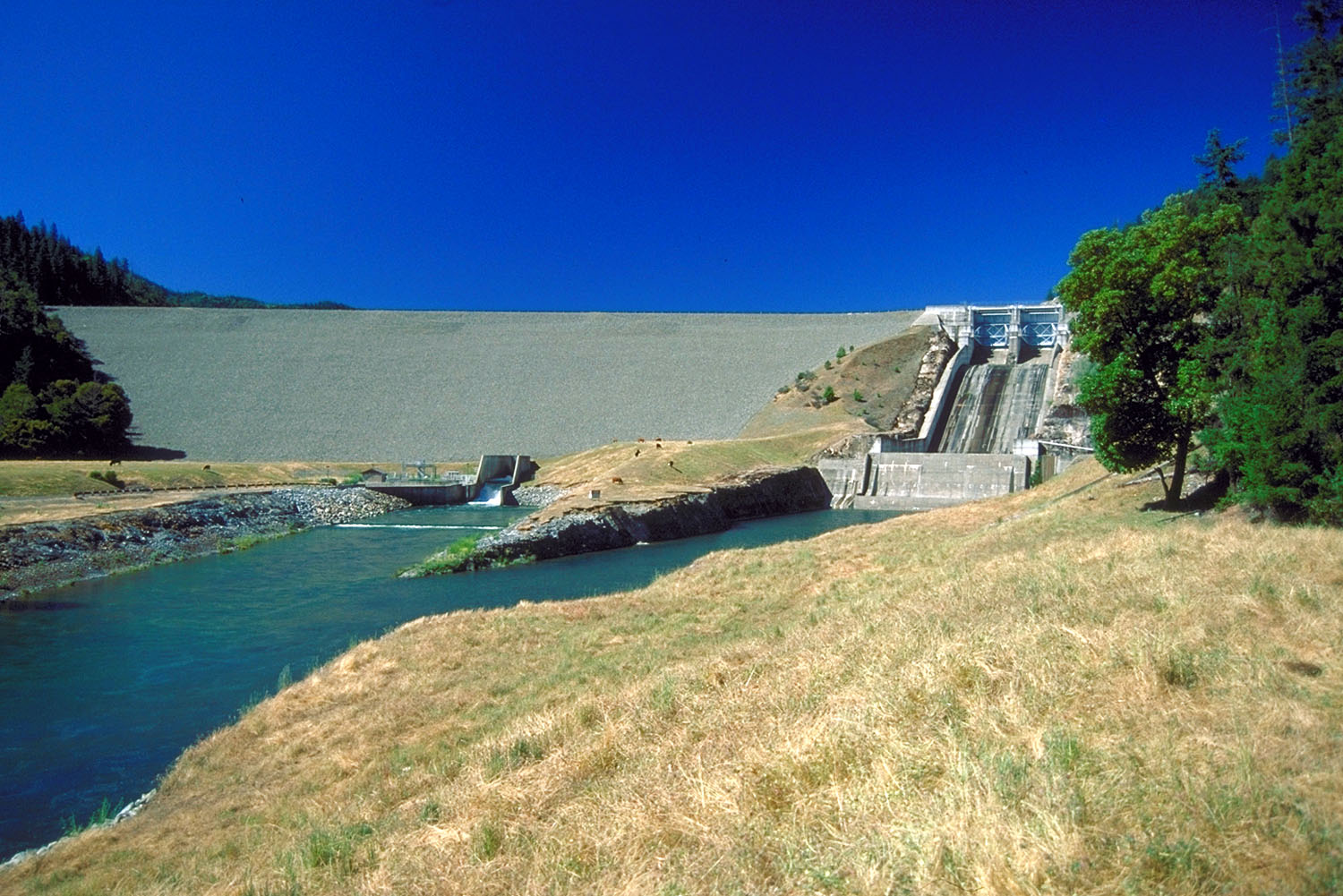
アップルゲートダム

アップルゲートダムの建設は1962年にアメリカ合衆国議会で承認され、アメリカ陸軍工兵司令部が1976年に建設を開始して1980年に完成した。ダムは洪水調節に加え、灌漑用水の貯水やレクリエーションも目的とされた。
ダムは長さ1,300フィート（400 m）、高さ242フィート（74 m）で、湖は上流4.6マイル（7.4 km）までのびている。。